# Coelioxys caeruleipennis
Coelioxys caeruleipennis är en biart som beskrevs av Heinrich Friese 1904. Coelioxys caeruleipennis ingår i släktet kägelbin, och familjen buksamlarbin. Inga underarter finns listade i Catalogue of Life.